# 슈퍼볼 XLIX

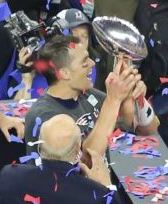

슈퍼볼 XLIX(슈퍼볼 49)는 2015년 2월 1일(현지기준) 애리조나주 글렌데일의 유니버시티 오브 피닉스 스타디움에서 열린 아메리칸 풋볼 콘퍼런스 챔피언 뉴잉글랜드 패트리어츠와 내셔널 풋볼 콘퍼런스 챔피언 시애틀 시호크스의 49번째 슈퍼볼 경기이다. 국가는 미국의 배우이자 가수인 이디나 멘젤이 불렀으며, 하프타임 쇼는 미국 가수 케이티 페리가 싱어송라이터 레니 크라비츠, 래퍼 미시 엘리엇과 애리조나 주립 대학 선 데빌 마칭밴드와 함께 하였다. 전반 종료 직전까지 14 대 7로 끌려가던 시애틀 시호크스가 플레이오프에서 기량이 만개한 루키 크리스 매튜스에게 터치다운 패스를 던지며 이날 경기는 하프타임까지 14-14로 매우 팽팽하게 전개되었지만, 경기 종료 2분 전 뉴잉글랜드 패트리어츠의 톰 브래디의 패스를 받은 줄리안 에들맨의 터치다운 성공으로 시애틀 시호크스를 28-24로 역전했다. 2분가량 남은 상황에서 시애틀의 러셀 캐링턴 윌슨이 장거리 딥 패스를 던졌는데 저메인 컬스가 기적의 캐치를 선보이고 마숀 린치가 러닝 플레이로 세컨드 다운까지 갔으며 슈퍼볼 2연패에 1야드만 남은 상황이지만 여기서 러닝 플레이가 아닌 패스를 선택하고 기적의 인터셉션을 당하고 만다. 이로써 뉴잉글랜드 패트리어츠는 통산 4번째 우승을 달성하게 되었으며, 뉴잉글랜드 패트리어츠의 간판 쿼터백 톰 브래디가 자신의 3번째 슈퍼볼 MVP를 수상하게 되었다. 특별히 주목할 것은 NBC에서 중계한 이 경기를 평균 1억 1400만 4000명이 시청하여 '미국 TV 역사상 최다 시청 프로그램'의 타이틀을 얻었다는 점이다.

## 같이 보기
1. ↑  수비수가 공을 치고 뒤엉켜 넘어지면서 공이 땅에 떨어지는가 했지만 공이 저메인 컬스 다리에 맞고 튀어 오르며 기적의 저글링 캐치를 선보인다!

이 플레이를 만들어준 수비수와 끝내기 인터셉션 만든 수비수 모두 똑같이 뉴잉글랜드의 코너백 말콤 버틀러다